# Музей мистецтва Лієпи-Раттнера
Музей мистецтва Лієпи-Раттнера (Leepa-Rattner Museum of Art) - це музей сучасного мистецтва, розташований на території містечка Сент-Петербурзького коледжу у Тарпон-Спрінгс (Флорида). У музеї зберігається постійна колекція, що включає картини Абрахама Раттнера та сучасну скульптуру Флориди включаючи сучасне мистецтво Аврахама Раттнера, Естер Джентер та Аллена Лієпа, а також сучасників Раттнера - Пабло Пікассо, Генрі Мура, Марка Шагала, Огюста Гербіна, Жоржа Руо, Ганса Гофмана й Макса Ернста.

## Історія
Створення музею мистецтва Лієпи-Раттнера спричинив дар творів Аллена Лієпи (1919–2009) Сент-Петерсбурзькому коледжу у 1996 році. Аллен Лієпа був професором Університету штату Мічиган у 1945-1983 роках й абстрактним експресіоністом, а також пасинком широко відомого модерністського митця 20-го сторіччя Абрахама Раттнера (1893–1978), хто був другом Пабло Пікассо та інших ранніх модерністів Парижа у 1920-х й 1930-х роках; та сином скульпторині, маляра й ілюстратора Естер Джентел (1899–1991). Після смерті його матері Аллен Лієпа успадкував майно його вітчима, що містило твори Раттнера та його сучасників.

## Колекція
Колекція музею 20 століття складається з мистецької колекції маєтку Авраама Раттнера, подарованого Алленом та Ізабеллою Лієпами, а також колекцією понад 2000 назв мистецтва Раттнера, Лієпи та Джентел, які Лієпи раніше подарували Тампському музею мистецтва у 1997 році, які Тампський музей подарував музею Ліепи-Раттнер перед його відкриттям. На роботи Раттнера припадає понад 60% колекції, що містять літографії, гобелени, скульптури, глиняні твори, картини та вітражі. Твори Пабло Пікассо, Генрі Мура, Марка Шагала, Макса Ернста та інших зберігаються та періодично виставляються.

## Архітектура
Музей було спроєктовано тампським архітектором Едвардом К. Гофманом-молодшим. Інтер'єр музею нагадує ніс корабля, створений ефектом великих мансардних світильників, що тралять у бік крокв будівлі. Цей дизайн віддає належне важливим риболовлі та збиранню губок у Тарпон-Спрінгс
Площа комплексу понад 4900 м2. Музейний комплекс спроєктовано з трьох будівель, так ніби вони стиснуті разом:
- будівлі Музею,
- будівлі Мистецького освітнього центру фонду Елліса,
- будівлі Бібліотеки Майкла М. Беннета.[7]

Проєкт музейного комплексу відзначено архітектурними нагородами.